# Antony Flew
Antony Garrard Newton Flew, né à Londres le 11 février 1923 et mort à Reading le 8 avril 2010, est un philosophe analytique britannique, ayant principalement écrit en philosophie de la religion ainsi que sur David Hume.
Originellement connu pour sa défense de l'athéisme, il est désormais présenté comme un "athée repenti" pour s'être décrit à la fin de sa vie comme déiste, admettant l'existence d'un Dieu créateur mais refusant les conceptions monothéistes traditionnelles.